# Anambulyx
Anambulyx é um gênero de mariposa pertencente à família Bombycidae.